# Lars Aagaard
|  | Denne artikel handler om politikeren og organisationsmanden Lars Aagard. For journalisten af samme navn se Lars Henrik Aagaard. |
Lars Aagaard Møller (født 13. august 1967 i Odense) er en dansk erhvervs- og organisationsmand og politiker. Siden 15. december 2022 har han været klima-, energi- og forsyningsminister i Regeringen Mette Frederiksen II som en af de fem ministre fra Moderaterne.
Han var fra 2009 til 2022 adm. direktør for brancheorganisationen Dansk Energi. Han blev tilskrevet en stor del af æren for, at Dansk Energi er blevet en vigtig aktør i dansk energipolitik, men fortsatte ikke, da organisationen skiftede navn til Green Power Denmark i forbindelse med en fusion med to mindre brancheforeninger for vind- og solenergi.

## Karriere som organisationsmand
Aagaard er student fra Nordfyns Gymnasium og uddannet cand.scient.adm. fra RUC i 1994. Han har været ansat på Teknologisk Institut og som embedsmand i Økonomi- og Erhvervsministeriet og siden været leder af DI's miljø- og energiafdeling. I 2006 blev han ansat i Dansk Energi som organisationens vicedirektør. I 2009 blev han direktør for organisationen. Han bevarede denne post indtil 2022. Ifølge en portrætartikel på Altinget.dk bevægede organisationen sig i hans tid over i "superligaen for interessevaretagelse", når der blev diskuteret dansk energi- og klimapolitik.

### Energipolitik
Aagaard var som organisationsmand en fremtrædende debattør indenfor dansk energipolitik, hvor han blev beskrevet som en vidende lobbyist, der mestrede det politiske spil. Han har således bl.a. deltaget i debatten om omkostningerne ved Danmarks grønne omstilling og om det danske energiafgiftssystem.

## Partipolitik og ministerpost
Aagaard var i sine yngre dage aktiv i Det radikale Venstre. Han meldte sig ind i partiet Moderaterne i efteråret 2022 i begyndelsen af valgkampen op til folketingsvalget 2022, der fandt sted 1. november. Han blev overraskende udnævnt til klima-, energi- og forsyningsminister som en af de fem moderate ministre, da Regeringen Mette Frederiksen II tiltrådte 15. december 2022.
Aagaard var ikke medlem af Folketinget, da han blev minister, men meddelte i december 2024, at han ville stille op til Folketinget som kandidat for Moderaterne i Fyns Storkreds.
I et portræt af Aagaard som minister i Jyllands-Posten i april 2025 blev ministeren beskrevet som meget fagligt kompetent og velbevandret i de mange tekniske detaljer i sit ressortområde efter sine mange år i branchen. Han blev imidlertid også beskrevet som meget bramfri, utålmodig og direkte arrogant og med ringe forståelse for omgangsformen på Christiansborg og derfor dårlig til at skaffe sig venner blandt politikere i de andre partier.

### Mistillidsvotum
I august 2024 blev Aagaard informeret om, at der var store forsinkelser og fordyrelser på en række projekter om udbygning af elektricitetsforsyningsnettet, men undlod at informere partierne og offentligheden om oplysningerne, der ellers var relevante for igangværende forhandlinger om udbygning af elnettet. I stedet bremsede ministeriet en pressemeddelelse om forsinkelserne, som Energinet havde planlagt at udsende. Sagen blev offentlig kendt, da netmediet Zetland beskrev forløbet om pressemeddelelsen i marts 2025. Aagaard beklagede at have tilbageholdt oplysningerne. Sagen udviklede sig til en ministerstorm, og efter et samråd om sagen i april 2025 erklærede et flertal i Klima-, Energi- og Forsyningsudvalget bestående af oppositionspartiernes udvalgsmedlemmer, at de ikke længere havde tillid til Lars Aagaard som minister. Allerede inden samrådet fremgik det dog, at der ikke var flertal i selve Folketinget for et mistillidsvotum, idet regeringens 85 mandater, tre nordatlantiske mandater og løsgængeren Jon Stephensen ville stemme imod en mistillidsdagsorden. Oppositionen meddelte dog, at de under alle omstændigheder ønskede en mistillidsafstemning i Folketingssalen, hvor den sædvanlige clearingaftale samtidig blev ophævet, hvilket gjorde det nødvendigt for folketingsmedlemmerne at være personligt til stede ved afstemningen den 24. april 2025. Ved afstemningen stemte 85 folketingsmedlemmer for mistillidsvotummet, mens 86 stemte imod, hvorefter ministeren kunne fortsætte i sit ministerium. Kun seks af de 179 folketingsmedlemmer var ikke til stede ved afstemningen. Tre ministre deltog sammen med Frederik 10. i en rejse til Japan, hvorfor oppositionen også havde ladet to politikere blive væk fra afstemningen. Den sjette og sidste fraværende var den syge Peter Seier Christensen.

## Tillidsposter
Aagaard har siddet i bestyrelsen for Velux Danmark og som næstformand for bestyrelsen for Teknologisk Institut. Han har været medlem af energifondens bestyrelse og af bestyrelsen for Eurelectric - energibranchens europæiske paraplyorganisation. I 2017 fik han plads i Det Miljøøkonomiske Råd, da Dansk Energi fik et selvstændigt sæde i rådet.

## Baggrund
Lars Aagaard bor i Dragør og er far til to piger.